# Boetius Murenius
Boetius Murenius, född omkring 1600 i Romfartuna socken, Västmanland, död 1669 i Saltvik på Åland, var en svensk-finländsk prästman och folkbildare, ofta kallad "Ålands Gezelius". 
Murenius var informator hos blivande biskopen Johannes Gezelius på 1620-talet och blev efter att ha flyttat till Finland 1627 lektor vid Åbo gymnasium. Sin livsgärning utförde han som kyrkoherde i Saltvik och åländsk kontraktsprost 1636–1669. Med stränghet såg han till att lutherska dogmer efterlevdes, vilket drabbade utsmyckningen i de medeltida kyrkorna, där målningar kalkades över och skulpturer förstördes. Samtidigt gavs kyrkosamfundet i den splittrade övärlden en fastare administrativ ram. Fattig- och sjukvården utvecklades under hans tid, och framför allt gjorde han bestående insatser för att öka ålänningarnas läskunnighet. 
Murenius tog initiativ till Ålands första skola, "Landsens skola" i Saltvik 1641. Vid sina inspektioner i församlingarna skrev han noggranna rapporter, Acta Visitatoria, som ger ovärderliga kulturhistoriska bilder av åländskt 1600-talsliv i fest och vardag. Visitationsprotokollen utgavs i fyra volymer av Finska kyrkohistoriska samfundet 1905–1908.